# Villarrodrigo de Ordás
Villarrodrigo de Ordás es una localidad española perteneciente al municipio de Santa María de Ordás, al norte de la provincia de León, en la comunidad autónoma de Castilla y León. Está dividido en cuatro barrios en disposición lineal, que de norte a sur son las Peñicas, Borga, la Llomba y el barrio de Abajo.

## Demografía
| Gráfica de evolución demográfica de Villarrodrigo de Ordás entre 2000 y 2022 |
| No se puede compilar la entrada de EasyTimeline: EasyTimeline 1.90 Timeline generation failed: 2 errors found Line 66: bar:2022 from:0 till:{{{46}}} - PlotData attribute 'till' invalid. Date '%7b%%7b%%7bF7d%%7d%%7d%' does not conform to specified DateFormat x.y. Line 93: bar:2022 at:{{{46}}} fontsize:s text:{{{46}}} shift:(0,5) - PlotData attribute 'at' invalid. Date '%7b%%7b%%7bF7d%%7d%%7d%' does not conform to specified DateFormat x.y. |

## Cultura

### Patrimonio
Iglesia, ermita, fuente y lavaderos, torre de Ordás, casas antiguas.
La Iglesia está dedicada a S. Pelayo. La Ermita se construyó en honor a la Virgen del Carmen. 
La Torre de Ordás se alza, a orillas del río Luna, sobre un cerro que domina las poblaciones de Villarrodrigo y de Santa María.
El agua de la fuente es de gran calidad ya que nace de un manantial natural a mucha profundidad. El agua va a parar a un lavadero que a día de hoy sigue siendo usado por algunos habitantes.
También cabe destacar el Castro, que está situado al oeste del pueblo y consta de varias cuevas.

### Fiestas
San Pelayo (26 de junio) y la Virgen del Carmen (16 de julio).

### Leyendas

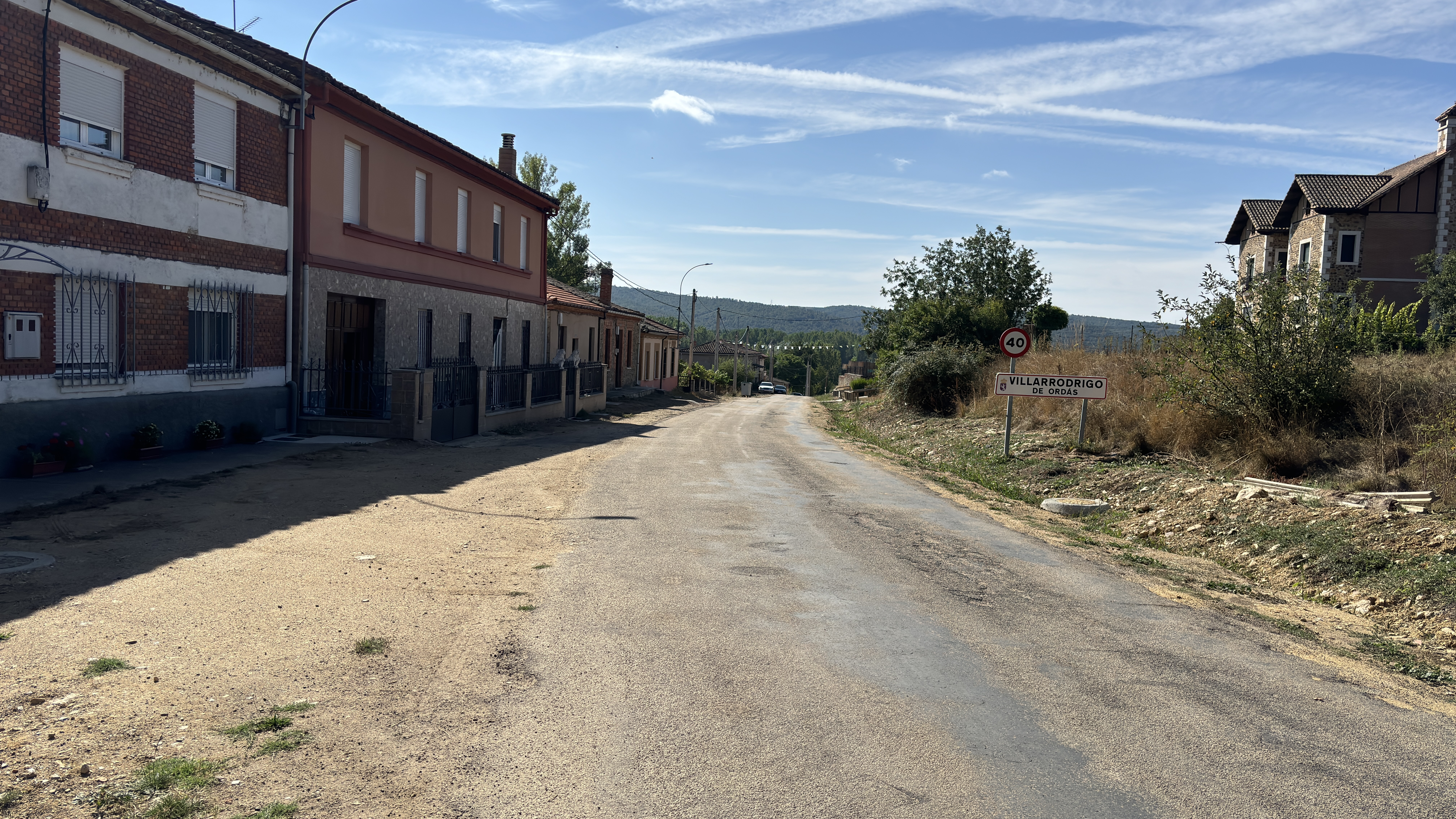
Primer barrio, Las Peñicas, según se viene de Santa María de Ordás

Se dice que, a través de las cuevas del castro, se llega al pueblo de Adrados de Ordás. De acuerdo con la leyenda, hace muchos años, un perro se extravió en las cuevas y fue encontrado días después vagando por Adrados.
|                                            |
| Casas del barrio de Abajo y Torre de Ordás |

|                                |
| Monte bordeado por el río Luna |

|                  |
| Rebaño de ovejas |